# Liste des records des sports équestres et du monde du cheval
Cet article liste les records des sports équestres et du monde du cheval.

## Records sportifs

### Dressage
- La meilleure note en reprise libre : 94,300 % obtenue par la britannique Charlotte Dujardin avec son cheval Valegro en reprise libre le 17 décembre 2013 à Londres[1].
- La meilleure note en Grand Prix : 85,942 % obtenue par la britannique Charlotte Dujardin avec son cheval Valegro[1], le 22 août 2013.
- La meilleure note en Grand Prix Spécial : 88,022 % obtenue par la britannique Charlotte Dujardin avec son cheval Valegro[1], le 29 avril 2012.
- a de nouveau le record de la reprise libre en musique avec Charlotte Dujardin le mercredi 17 décembre 2014 avec 94,300 % à Londres

### Horse-ball
- L'Équipe de France de horse-ball a gagné 18 fois les Championnats d'Europe de horse-ball mixte depuis la création de l'épreuve en 1992 [2] (le dernier en 2017 remporté par l'Espagne). Elle a également gagné toutes les coupes du monde soit trois titres consécutifs (le dernier en 2016)

### Polo
- Les plus titrés à la coupe du monde de polo sont les équipes d'Argentine et du Brésil avec trois titres chacune.

### Saut d'obstacles

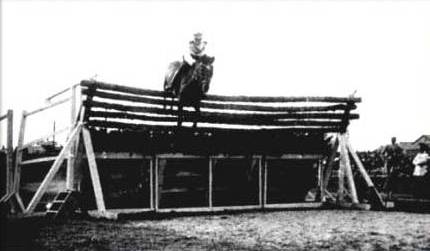
Huaso et son cavalier franchissant l'obstacle du record du monde

- Le plus haut : 2.47 m par Huaso sous la selle du capitaine Alberto Larraguibel à Viña del Mar (Chili) le 5 février 1949[3].
- Le plus haut sans selle : 2,12 m par Waterstone et son cavalier Robert Whitaker le 25 novembre 2011[4]
- Le plus large : 8.40 m par Something, monté par André Ferreira, ils ont franchi, à Johannesburg (Afrique du Sud), sans faute une rivière de 8,40 m de large le 26 avril 1975[3].

### Randonnée équestre
- La plus longue randonnée équestre connue : environ 16 000 km  effectuées par Aimé Félix Tschiffely et ses deux chevaux criollo (Mancha et Gato) entre Buenos Aires (Argentine) et New York (États-Unis)[5].

### Marathon d'endurance équestre
- Record du monde : Le français Pascal Marion-Bourgeat bat le record du monde en 1987 : 114 heures aux trois allures, saut d'obstacles y compris avec huit chevaux[6].

## Records du monde hippique

### Courses de plat
- Record des 2400 mètres : 2'22"8 par Hawkster le 14 octobre 1989 à Santa Anita Park[7].
- Record de l'épreuve du Prix de l'Arc de Triomphe : 2'24"49 par Danedream et son jockey Andrasch Starke.

Secrétariat et son jockey Ron Turcotte ont établi en 1973 le record du monde de vitesse de 71,9 km/h et celui de marge de victoire de 31 longueurs, jamais battus à ce jour.

### Courses d'obstacles
- Record du saut en longueur par Italic (AQPS par Carnaval Ps) sur la rivière des tribunes d'Auteuil, saut mesuré à 14,50 mètres.

### Courses de trot
- Record du monde du mile : 1'48"8 (réd.km : 1'07"6) par Homicide Hunter, le 6 octobre 2018 dans le Allerage Farms Open Trot à Red Mile[8].
- Record du monde sur 2100 mètres : 2'25"67 (1'09"4) par Face Time Bourbon, le 21 juin 2020 dans le Prix René Ballière à Vincennes[9].
- Record du monde sur 2700 mètres : 3'11"08 (1'10"8) par Traders le 5 mai 2018 dans le Prix Kerjaques à Vincennes[10].

## Records des équidés

### Taille et poids
- Le plus grand cheval : 2,19 m[11] au garrot pour Sampson (1846-18??)
- Le plus petit : 44,5 cm au garrot pour Thumbelina (record homologué en juillet 2006 à l’âge de 5 ans[12])
- Le plus lourd : 1440 kg pour Brooklyn Suprême (1928-1948)
- La pouliche la plus grande : à 3 ans Tina mesurait déjà 2,06 m.

### Longévité
- Le record de longévité chez les chevaux : 62 ans pour Old Billy (1760-27 novembre 1822)
- Le record de longévité chez les Pur Sang de courses : 42 ans pour Tango Duke (1935-25 janvier 1978)

### Autres records
- Maud fut la jument à avoir la crinière la plus longue, soit 5,5 m
- Summer Brise fut le cheval à avoir la plus longue queue, elle mesurait 3,81 m
- 2 chevaux de trait tirèrent le poids exceptionnel de 131 tonnes de bois sur 400 mètres, le 23 février 1893